# Dyscinetus sculptus
Dyscinetus sculptus är en skalbaggsart som beskrevs av Dupuis 2006. Dyscinetus sculptus ingår i släktet Dyscinetus och familjen Dynastidae. Inga underarter finns listade i Catalogue of Life.